# Wadjitefni
Wadjitefni (auch Wadji-tefni) ist der Name eines Königssohns des Alten Ägyptens, der während der Mitte der 2. Dynastie lebte. Sein Grab wurde bislang nicht gefunden.

## Familie und Amt
Über Wadjitefnis Familie ist nichts bekannt. Sein Name ist auf nur zwei Gefäßfragmenten belegt, die in den unterirdischen Galerien der Djoser-Pyramide in Sakkara entdeckt wurden. Wadjitefnis Titel Sa-nesut („Sohn des Königs“, „Prinz“) ist von einigem Interesse für die Ägyptologie, weil er zu Lebzeiten von Wadjitefni nur wirklichen Königskindern vorbehalten war. Da seine Gefäße (beziehungsweise, Gefäßfragmente) tief in den unterirdischen Galerien des Djoser-Komplexes gefunden wurden, hat er mit ziemlicher Sicherheit noch vor Beginn der 3. Dynastie gelebt. Vom Kunst- und Schreibstil her weist seine Inschrift gemäß Aidan Dodson frappierende Übereinstimmungen mit Gefäßaufschriften aus der Zeit der Könige Ninetjer und Weneg auf. Wessen Sohn er wirklich war, ist unbekannt, weil seine Inschrift stets alleine und ohne Nennung eines Königsnamens erscheint.